# Davidaster
Davidaster is een geslacht van haarsterren uit de familie Comatulidae.

## Soorten
- Davidaster discoideus (Carpenter, 1888)
- Davidaster rubiginosus (Pourtalès, 1869)